# Cerodontha pusilla
Cerodontha pusilla är en tvåvingeart som beskrevs av Zlobin 1997. Cerodontha pusilla ingår i släktet Cerodontha och familjen minerarflugor. Inga underarter finns listade i Catalogue of Life.